# Cultura de Siwa

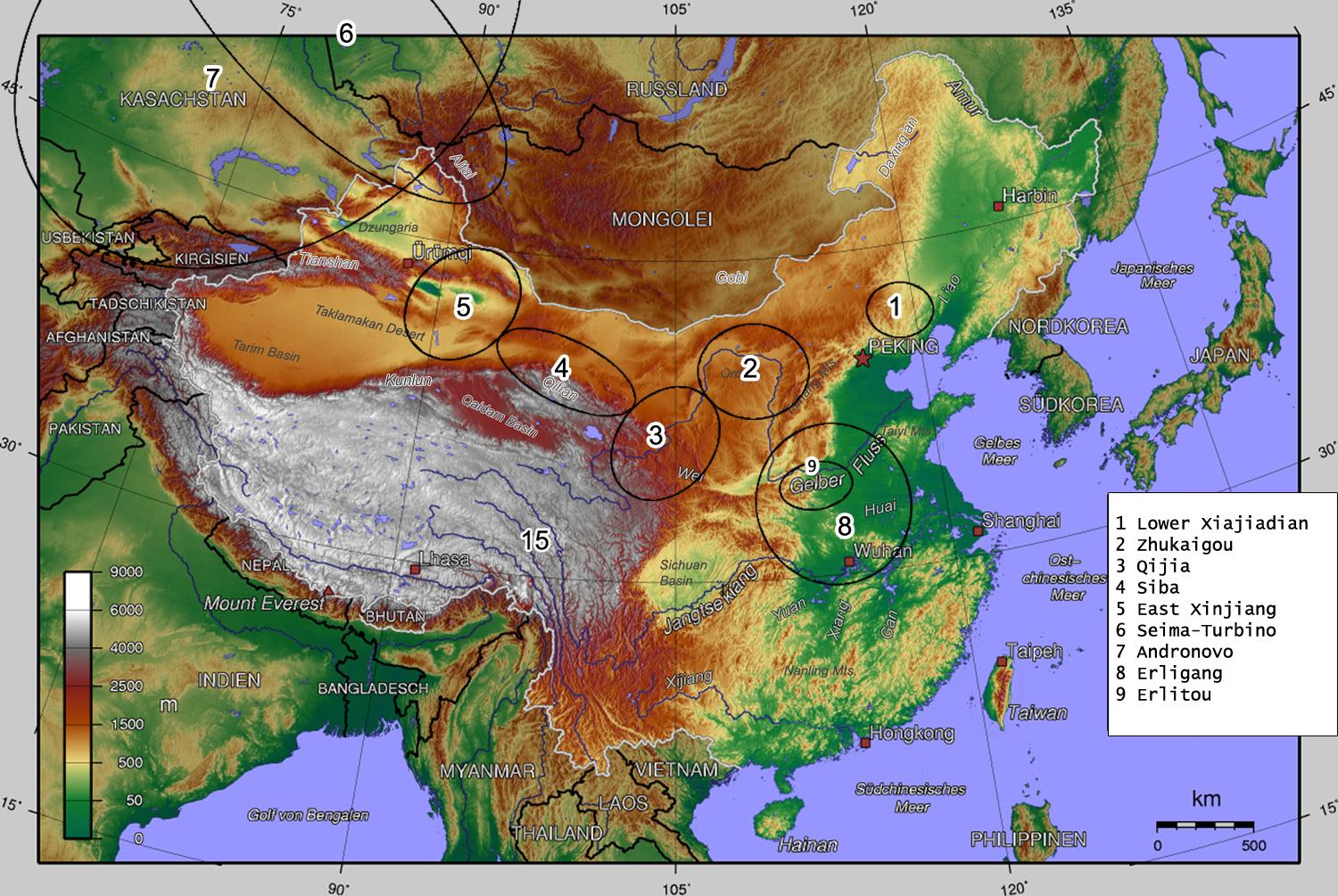
Mapa de l'Edat del Bronze a la Xina; l'àrea de la cultura de Siwa és similar a la de la cultura de Qijia (#3).

La cultura de Siwa (xinès tradicional: 寺洼文化, xinès simplificat: 寺洼文化, pinyin: Sìwā wénhuà) va ser una cultura arqueològica de l'edat del bronze al sud-est de la província de Gansu, Xina. Va ser descoberta pel geòleg suec Johan Gunnar Andersson al 1924 a Mont Siwa (寺 洼 山) del comtat de Lintao, d'aquí el seu nom. Va existir al voltant del segle XIV a XI aC i s'atribueix provisionalment a les cultures dels pobles Di (狄) i Qiang (羌).
La cultura arqueològica es divideix en dues fases: la fase inicial associada als jaciments de Lintao, Zhuoni, Lintan i Heshui; i, la fase final del període proto-Zhou associada als poblats de Jiuzhan, Xujianian i Lanquiao. La cultura de Siwa és coneguda per produir un tipus de ceràmica que tenia les boques en forma de sella.

## Context
La cultura de Xindian veïna era aproximadament contemporània a la cultura de Siwa i va estar influenciada per ella. Alguns estudiosos sostenen que la cultura de Siwa descendia de la cultura de Qijia. També hi ha qui creu que la cultura era un romanent de Xunyu, que s'associa amb el poble Xianyun. Es plantegen qüestions contra aquesta teoria ja que els assentaments de Siwa són petits amb nivells de subsistència baixos. Segons els arqueòlegs, aquests no podrien haver sostingut una societat avançada com la de Xianyun.

## Geografia
La cultura de Siwa es divideix en dos tipus: Siwa i Anguo. El primer es distribueix al llarg del riu Tao (Taohe) i el segon al llarg del riu Wei. El tipus Siwa és una mica anterior al de la dinastia Zhou occidental, mentre que el tipus Anguo és més o menys contemporani amb ella.
Una de les principals característiques de la cultura de Siwa és la ceràmica amb obertures en forma de sella de muntar (马鞍 口 陶罐). També es distingeix pels seus objectes de bronze.
Des del2006, el jaciment de Siwa (寺 洼 遗址) figura a la llista dels monuments arqueològics de la República Popular de la Xina.